# 프랑스 식민군
프랑스 식민군(프랑스어: Troupes coloniales)은 17세기 후반부터 1960년까지 프랑스 식민 제국이 통치하던 식민지를 수비하기 위해 프랑스 정부가 조직한 수비대이다. 군 병력은 프랑스 본토나 프랑스 현지 식민지에서 모집하여 뽑았다. 이 군대는 프랑스 식민제국이 다른 식민지를 정복할 수 있도록 부분적으로 기여하였고, 두 차례의 세계대전과 제 1차 인도차이나 전쟁에서 크게 활약하였다.

## 구성
식민군(프랑스어: Armée coloniale)은 프랑스의 유명한 북아프리카 주둔 부대는 포함하지 않는데, 외인 부대(Foreign Legion)이나, 주아브병(Zouaves), 스파히 (Spahis)과 티라이외르(Tirailleurs), 구미에(Goumiers) 등 유명한 프랑스 식민지 주둔 부대들은 모두 프랑스 아프리카 군 소속 혹은 프랑스 본토군 소속이다. 프랑스 식민군은 다음과 같이 구성되는데,
1. 프랑스 오랜 지배하에서 살아온 식민지 현지 주민이나 프랑스 식민지에 이주해간 정착자들 혹은 정착자들의 후손으로 구성되었다. 보통 이들은 프랑스 본국이나 프랑스 식민지인 중앙 아프리카, 마다가스카, 인도차이나 지역에 배속되었다.
2. 식민군은 주로 토착민으로 구성된 토착군이었고, 그 지휘는 프랑스인 장교가 맡았다. 이 군대는 Tirailleurs sénégalais(세네갈 식민군), Tirailleurs malgaches(마다가스카 식민군), Tirailleurs indochinois(인도차이나 식민군) 등의 현지 식민지 이름을 딴 군 부대로 발전한다. Tirailleurs sénégalais(세네갈 식민군)이라는 이름은 모든 서아프리카와 중앙아프리카 지역의 주둔군에게 주어졌는데, 그것은 세네갈이 프랑스 최초의 아프리카 식민지였기 때문이다.

군대는 대부분이 보병과 포병으로 구성되었다. 그리나 지역에 따라서 식민군의 부대 종류도 달랐는데, 인도차이나 지역은 기병대가 존재했었고, 사하라 지역에는 낙타 부대도 있었다.

## 사진첩

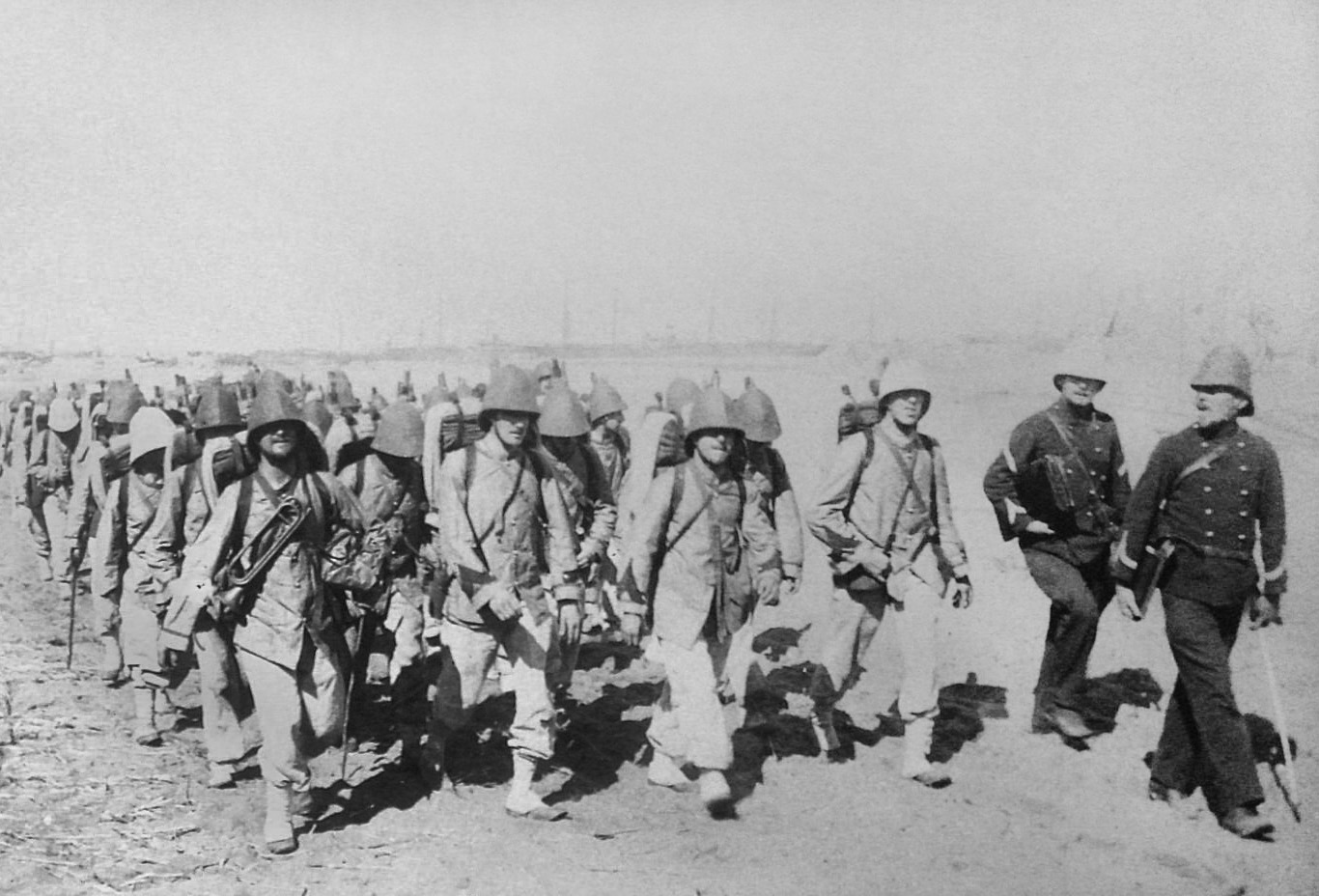
마다가스카에서 행진하는 프랑스 식민군.
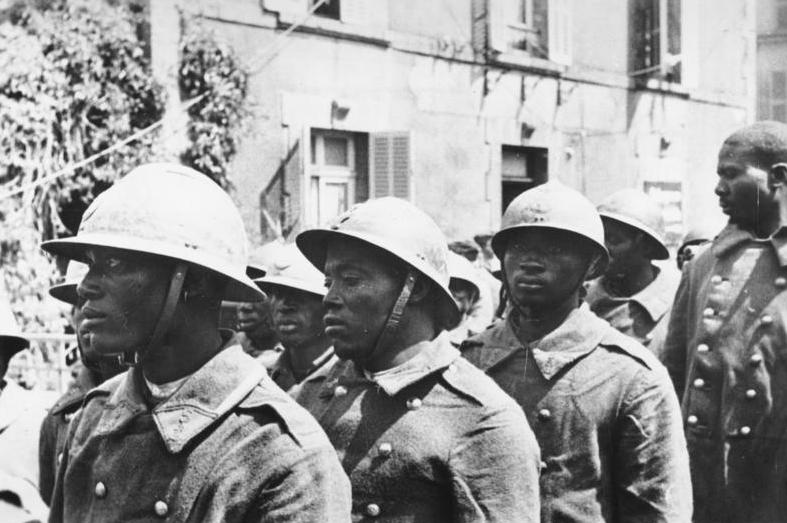
프랑스 식민군 포로들.
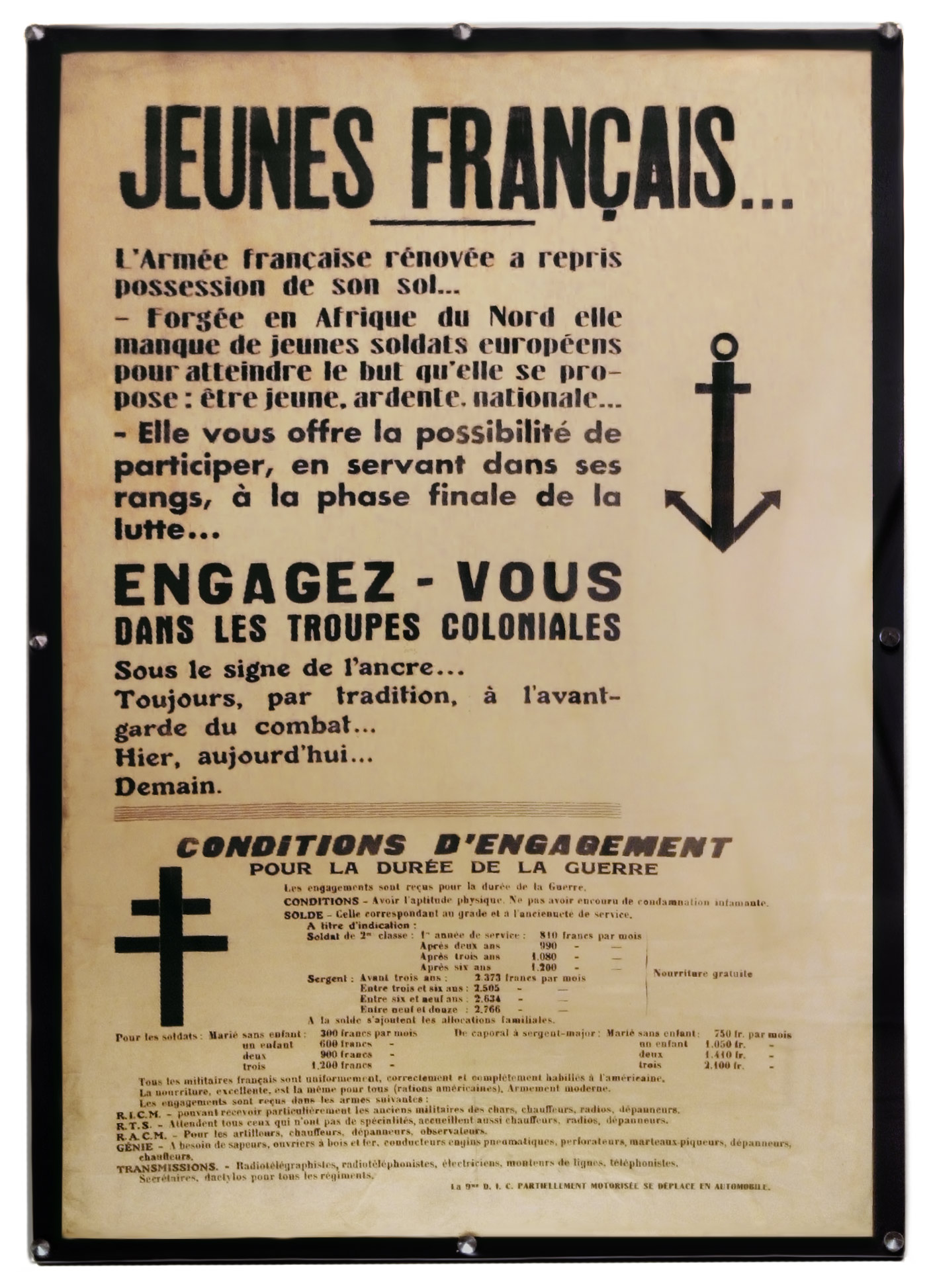
프랑스 식민군에게 프랑스 자유군에 지원하라는 모집 공고.
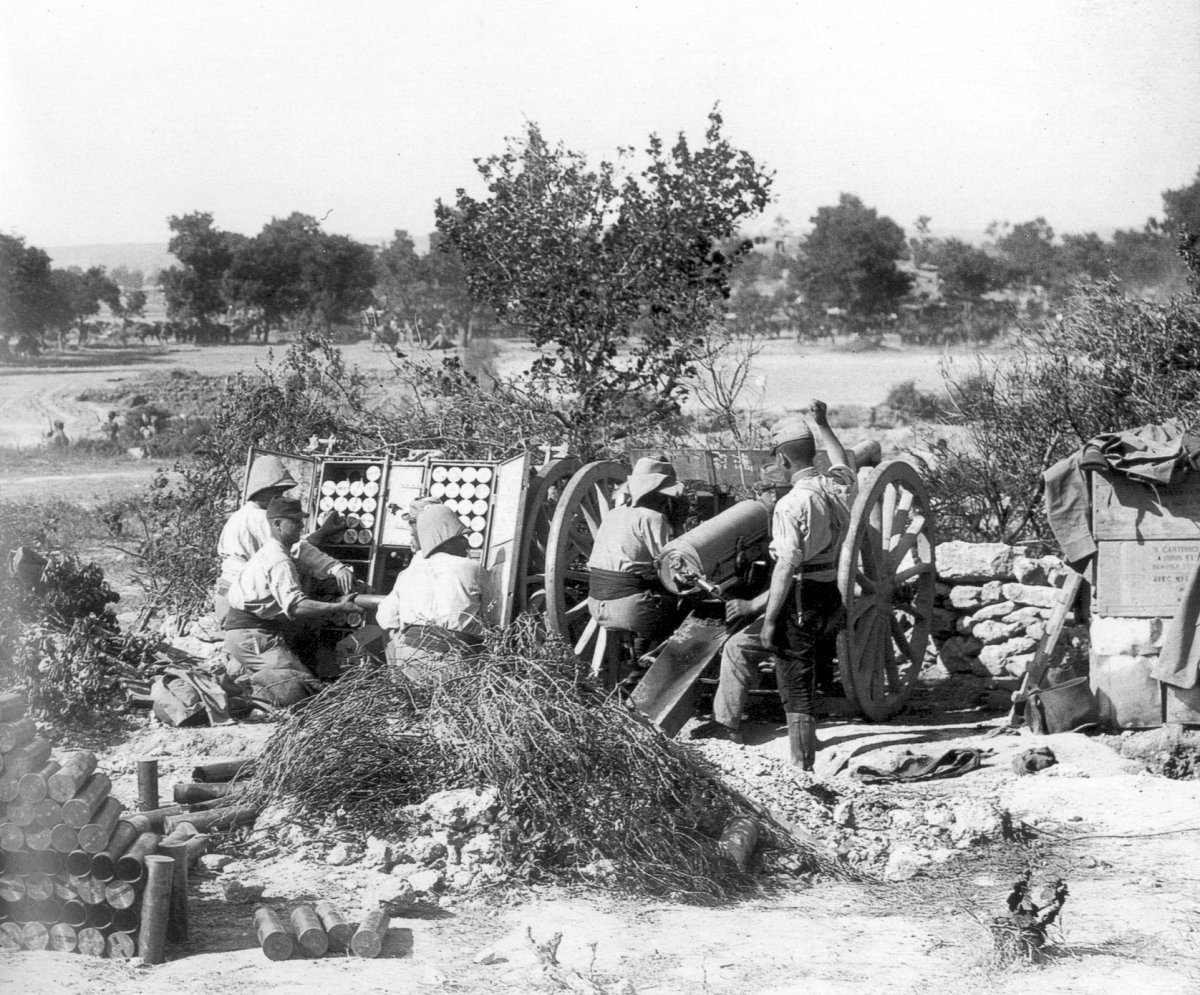
1915년 6월 4일 3차 크리시아(Krithia) 전투 중의 프랑스 식민군들.

## 같이 보기
- 프랑스 해병대
- 레지스탕스
- 아프리카군 (프랑스)
- 프랑스 식민제국 기 목록
- 프랑스의 식민지 목록